# Jundiaí do Sul
Jundiaí do Sul ist ein brasilianisches Munizip im Norden des Bundesstaats Paraná. Es hat 3333 Einwohner (2022), die sich Jundiaienser-do-Sul nennen. Seine Fläche beträgt 321 km². Es liegt 512 Meter über dem Meeresspiegel.

## Etymologie
Riacho do Jundiaí ist der Name eines kleinen Flusses im Munizip. Der Begriff kommt aus dem Tupi. îundi'a ist eine Wels-Art und y bedeutet Bach. Der Zusatz do sul wurde wegen der Namensgleichheit mit der Großstadt Jundiaí im Staat São Paulo erforderlich.
Der Ort erhielt bei der Erhebung zum Munizip im Jahr 1947 zunächst den Namen Cinzas, der 1951 in Rio Cinzas geändert wurde. Erst 1956 erhielt er seinen heutigen Namen Jundiaí do Sul.

## Geschichte

### Ureinwohner
Die Gegend war ursprünglich von Kaingang, Guarani und Coroados bewohnt. Diese ethnischen Gruppen verschwanden bald nach Beginn der Kolonisierung. In einigen Sammlungen sind nur noch wenige steinerne Objekte und Keramikstücke erhalten.
Die indigene Bevölkerung war noch zahlreich, als Salvador Castilho und seine Mitarbeiter 1917 ankamen und im folgenden Jahr die erste weiße Siedlung am Ufer des Ribeirão Noite Negra errichteten.

### Besiedlung
Im Jahr 1919, dem Jahr der ersten Messe, wurde die Zufahrtsstraße zum Ort gebaut und ein Notariat eingerichtet, was den Beginn der Bodenordnung begünstigte.
Die Siedlung befand sich damals innerhalb des Landguts São Francisco, das 1928 bei seiner Aufteilung 20.371,5 Hektar umfasste und sich vom linken Ufer des Rio das Cinzas bis zum rechten Ufer des Rio Laranjinha erstreckte, einschließlich des heutigen Ribeirão do Pinhal, das damals noch nicht existierte.
João Francisco da Veiga, der Eigentümer des Grundstücks, schenkte 1936 einen Teil der verbleibenden Fläche dem Bistum Jacarezinho, um den Bau der Pfarrkirche zu fördern und die neuen Familien unterzubringen, die hauptsächlich aus dem Landesinneren von São Paulo und Minas Gerais in das Dorf kamen.
Zwei Jahre später wurde die Vila de São Francisco in Jundiahy umbenannt und in die offiziellen Landkarten des Staates aufgenommen.
Obwohl es keine Bilder gibt, weiß man, dass das Dorf aus Holzhäusern bestand und fast vollständig von Urwald umgeben war. Es erinnert sehr an die Städte, die im letzten Viertel des 20. Jahrhunderts im Amazonasgebiet blühten.

### Blütezeit
Die 1950er Jahre gelten als die goldenen Jahre der Gemeinde. Es war Blütezeit der Holzindustrie. Der Holzreichtum machte Jundiaí do Sul bald zum größten Holzproduktionszentrum der Region. Drei große und vier kleinere Sägewerke, Schreinereien und eine Parkettfabrik schufen mehr als hundert direkte Arbeitsplätze.
Eine ganze Lastwagenflotte transportierte rohes oder verarbeitetes Holz nach Ourinhos und Ipaussu, von wo aus es mit dem Zug nach São Paulo gebracht wurde. Holzkäufer von weit her sorgten für gute Übernachtungszahlen.
Mit dem Verschwinden des Waldes und dem damit verbundenen Vormarsch der Landwirtschaft (Kaffee, Baumwolle und Getreide) begann die lokale Wirtschaft zu wachsen. Die Stadt war umgeben von Fazenden mit ganzen Landarbeiterkolonien. Sie hatte große Geschäfte und regen Handel, in dem die libanesische Gemeinschaft eine wichtige Rolle spielte. Die Ermordung des Gemeindevorstehers Nicolau Chamma und die großen Fröste der Jahre 1953 und 1955, die verheerende Folgen für die brasilianische Wirtschaft hatten, waren die einzigen Unglücke, die diese Ära des Fortschritts erschütterten.

### Kaiserliche Familie
Im Jahr 1951 erwarb der Urenkel des letzten Kaisers von Brasilien die Fazenda Santa Maria. Pedro Henrique de Orléans e Bragança ließ sich zusammen mit seiner Gattin, Prinzessin Maria Elisabeth von Bayern, und ihren Kindern bis 1965 hier nieder und betätigte sich als Landwirt.

### Niedergang
Der Holzboom ging zu Ende, die letzten Sägewerke beschafften ihr Rohmaterial von weit außerhalb der Gemeindegrenzen. Die Landwirtschaft hatte sich gerade von den Folgen der Fröste und den Auswirkungen einer großen Dürre (1963) erholt. Da fand eine Brandkatastrophe statt, die den ganzen Norden Paranás erfasste.
Es begann die Zeit des Niedergangs. Es fehlte eine Politik zur Unterstützung der Kleinerzeuger. Die Einführung der Massentierhaltung, die die kleinen Betriebe verdrängte und die Zahl der angebotenen Arbeitsplätze verringerte, führte zu Landflucht und der Schließung vieler Betriebe.

### Umweltprobleme
Auch unter Umweltgesichtspunkten war die Situation ernst. Nach der großen Zerstörungswelle wurden die wenigen verbliebenen Wälder immer noch von Brandrodungen heimgesucht, die damals ohne jede gesetzliche Einschränkung durchgeführt wurden. Die meisten von ihnen waren von Jagdschneisen durchzogen, und Praktiken wie selektiver Edelholzeinschlag oder die Entnahme von Brennholz waren auch in den so genannten Schutzgebieten der Fazenden noch üblich.
Die ersten wirksamen Naturschutzmaßnahmen gehen auf die frühen 1970er Jahre zurück. Newton Carneiro, Besitzer der Fazenda  Monte Verde, stellte einen Förster ein. Ziel war es, die Mata do Cruzeiro zu schützen, wo sich die Quellen befinden, die die Stadt seit 1953 mit Trinkwasser versorgen.
Eine effiziente Zusammenarbeit mit der in Jacarezinho ansässigen Forstpolizei führte zu einer großen Zahl von Bußgeldern, die sich unmittelbar auf die Bevölkerung auswirkten. Außerdem begann die allmähliche Verdrängung einheimischer Arten durch Eukalyptus. Diese Beispiele wurden anschließend von anderen Landwirten übernommen, um die in den vergangenen Jahren entstandenen Schäden zu minimieren.

### Strukturwandel
Im Jahr 1975 versetzte der "Schneefrost" dem Kaffeeanbau einen schweren Schlag und führte zur endgültigen Einführung der Viehzucht auf den meisten ländlichen Grundstücken der Gemeinde.
In den achtziger Jahren startete Bürgermeister Francisco Mendes de Melo ein Projekt zur Gründung der Usina de Álcool de Jundiaí do Sul, um das Wirtschaftswachstum wieder anzukurbeln. Diese und andere Initiativen scheiterten unter anderem am mangelnden Interesse und der fehlenden Einigkeit der politischen Führung, die von der Bevölkerung von Jundiai als größtes Hindernis für die Entwicklung bezeichnet wurde.
In diesen Jahren begannen die wissenschaftliche Forschung im biologischen Bereich und die Ausarbeitung der Lei orgânica municipal (deutsch: kommunales Organisationsgesetz).
In den 1990er Jahren nahm die Mechanisierung der Landwirtschaft vor allem durch Landwirte aus anderen Gebieten zu.

### Besetzung durch Landlose
Im Jahr 1989 führte die Invasion der Fazenda São João (Matida) durch Bauern des Movimento dos Trabalhadores Rurais Sem Terra (Bewegung der Landarbeiter ohne Boden) und ihre anschließende Legalisierung durch das INCRA (Instituto Nacional de Colonização e Reforma Agrária) zu einem Anstieg der Bevölkerung, wodurch sich die sozioökonomische Situation leicht veränderte.

### Erhebung zum Munizip
Jundiaí do Sul wurde durch das Staatsgesetz Nr. 2 vom 10. Oktober 1947 aus Santo Antônio da Platina ausgegliedert und unter dem Namen Cinzas in den Rang eines Munizips erhoben. Es wurde am 5. Dezember 1947 als Munizip installiert.

## Geografie

### Fläche und Lage

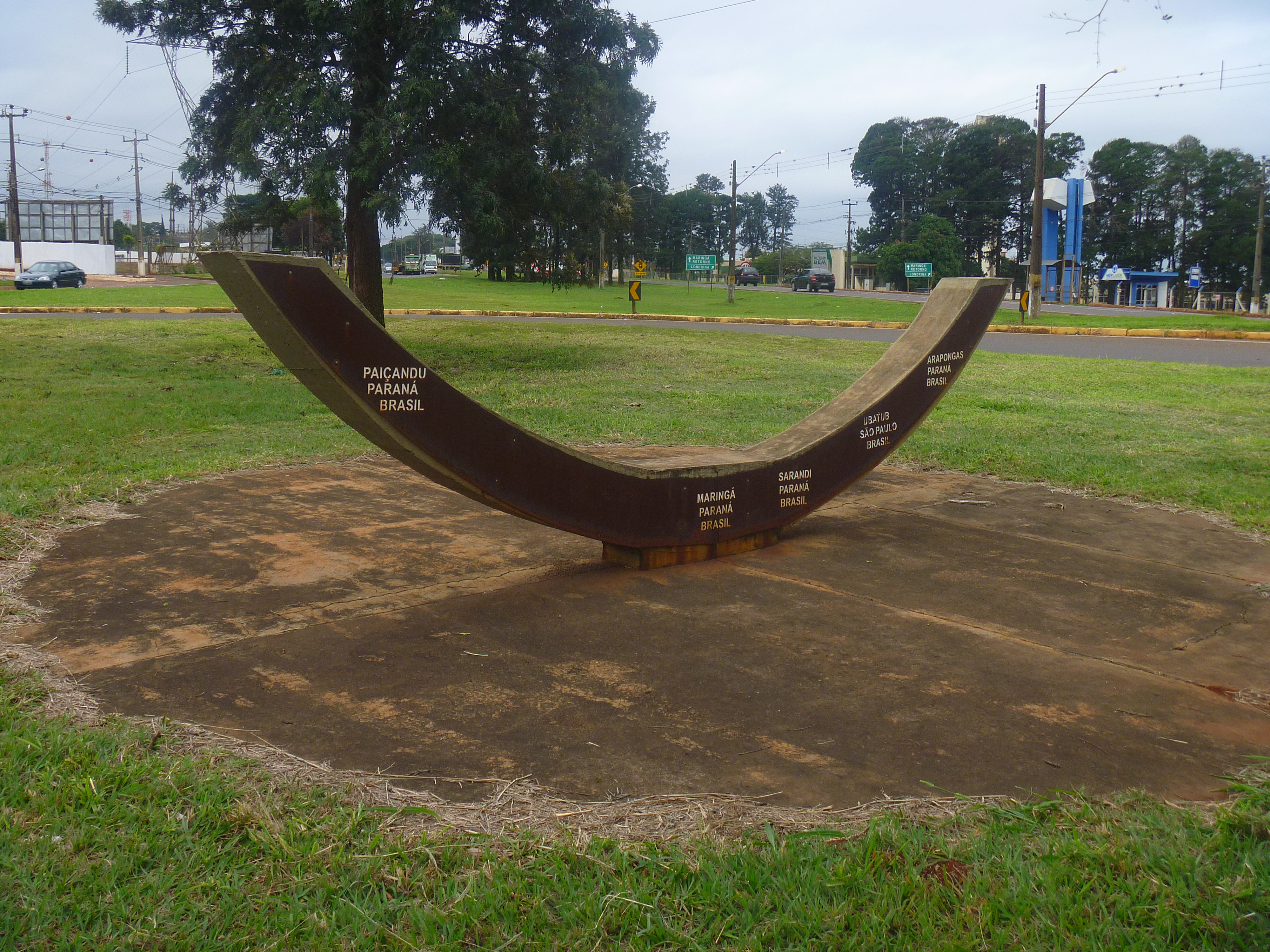
Markierung des Wendekreises des Steinbocks

Jundiaí do Sul liegt auf dem Segundo Planalto Paranaense (der Zweiten oder Ponta-Grossa-Hochebene von Paraná). Durch das Munizip verläuft der südliche Wendekreis, der Wendekreis des Steinbocks. Seine Fläche beträgt 312 km². Es liegt auf einer Höhe von 512 Metern.

### Vegetation
Das Biom von Jundiaí do Sul ist Mata Atlântica.

### Klima
Das Klima ist warm und gemäßigt. Der Ort ist mit 1424 mm pro Jahr niederschlagsreich. Die Klimaklassifikation nach Köppen und Geiger lautet Cfa. Im Jahresdurchschnitt liegt die Temperatur bei 21,3 °C.

### Gewässer
Jundiaí do Sul liegt im Einzugsgebiet des Rio das Cinzas. Dieser bildet die östliche Grenze des Munizips.

### Straßen
Jundiaí do Sul liegt an der PR-218. Im Osten kommt man auf ihr zur BR-153, der Rodovia Transbrasiliana, die Ourinhos im Norden und Tibagí an der Rodovia do Café im Süden verbindet. Im Westen führt die PR-218 nach Nova Fátima.

### Nachbarmunizipien
| Abatiá             |                                             | Santo Antônio da Platina |
| Ribeirão do Pinhal | Kompassrose, die auf Nachbargemeinden zeigt |                          |
|                    | Ibaiti, Japira und Conselheiro Mairinck     | Guapirama                |

## Stadtverwaltung
Bürgermeister: Eclair Rauen, DEM (2021–2024)
Vizebürgermeister: Paulo Roberto Pedro, PROS (2021–2024)

## Demografie

### Bevölkerungsentwicklung
| Jahr | Einwohner | Stadt | Land |
| ---- | --------- | ----- | ---- |
| 1950 | 7.351     | 18 %  | 82 % |
| 1960 | 8.376     | 26 %  | 74 % |
| 1970 | 8.501     | 22 %  | 78 % |
| 1980 | 5.406     | 39 %  | 61 % |
| 1991 | 4.223     | 53 %  | 47 % |
| 2000 | 3.659     | 62 %  | 38 % |
| 2010 | 3.433     | 58 %  | 42 % |
| 2022 | 3.333     |       |      |

Quelle: IBGE (2011)

### Ethnische Zusammensetzung
| Gruppe * | 1991    | 2000    | 2010    | wer sich als …                                                                   |
| --- | ------- | ------- | ------- | -------------------------------------------------------------------------------- |
| Weiße | 60,7 %  | 69,5 %  | 65,6 %  | weiß bezeichnet                                                                  |
| Schwarze | 0,7 %   | 3,9 %   | 0,9 %   | schwarz bezeichnet                                                               |
| Gelbe | 0,1 %   | 0,4 %   | 0,7 %   | von fernöstlicher Herkunft wie japanisch, chinesisch, koreanisch etc. bezeichnet |
| Braune | 38,4 %  | 25,6 %  | 32,7 %  | braun oder als Mischung aus mehreren Gruppen bezeichnet                          |
| Indigene | 0,0 %   | 0,1 %   | 0,0 %   | Ureinwohner oder Indio bezeichnet                                                |
| ohne Angabe | 0,2 %   | 0,6 %   | 0,0 %   |                                                                                  |
| Gesamt | 100,0 % | 100,0 % | 100,0 % |                                                                                  |
| *) Das IBGE verwendet für Volkszählungen ausschließlich diese fünf Gruppen. Es verzichtet bewusst auf Erläuterungen. Die Zugehörigkeit wird vom Einwohner selbst festgelegt. |         |         |         |                                                                                  |

Quelle: IBGE (Stand: 1991, 2000 und 2010)